# Llengües indoiranianes
Les llengües indoiranianes o indoiràniques constitueixen un subgrup de llengües dins de la família indoeuropea format per dues grans branques lingüístiques genèticament relacionades: indoària (situada a la península Índica) i iraniana (al territori de l'Iran). La seua formació és el resultat de les migracions massives de pobles indoeuropeus cap al sud-est d'Europa durant el tercer mil·lenni aC, fins que finalment es van assentar en una regió de l'Àsia central pròxima a l'Hindu Kush, al nord de l'Afganistan. Després de travessar àrids deserts i grans muntanyes, algunes d'aquestes tribus —que es denominaven a si mateixos "aris" (sànscrit: arya, avèstic: airya), arrel de la qual deriva l'actual nom de l'Iran— es van assentar finalment a l'Índia cap a l'any 1500 aC; d'altres, al contrari, es van dirigir en direcció cap a la mar Càspia, Iran i Afganistan al començament del primer mil·lenni aC. Amb el temps, els dialectes parlats per aquests pobles indoaris i iranians van arribar a ser prou diferents com per a poder ser considerats variants distintes, i el seu posterior desenvolupament va configurar l'actual distribució de llengües indoiranianes.
A aquest subgrup de llengües pertanyen:
- Branca iraniana/irànica:
  - osseta
  - persa
  - paixtu
  - kurd
  - etc.
- Branca indoària:
  - hindi i urdú
  - sànscrit
  - bengalí
  - nepalès
  - caixmiri
  - panjabi
  - etc.